# Guaicuri-Sprachen
Die Guaicuri-Sprachen (engl. Guaicurian) sind eine indigene amerikanische Sprachfamilie Mittelamerikas, deren acht Mitglieder bereits ausgestorben sind. Sie wurden in Niederkalifornien in Mexiko gesprochen und sind kaum dokumentiert.
Sie werden versuchsweise wie folgt gegliedert:
- Guaicura-Gruppe:
  - Guaicura (Waikuri)
  - Callejue
- Huchiti-Gruppe:
  - Cora
  - Huchiti
  - Aripe
  - Periúe
- Pericú-Gruppe:
  - Pericú
  - Isleño

Die Guaicuri-Sprachen sind nicht mit der südamerikanischen Sprachfamilie Guaicurú zu verwechseln.